# ФК Жонес Еш
Жонес Еш (на френски: AS la Jeunesse d'Esch) е футболен отбор от град Еш сюр Алзет в югоизточен Люксембург. Отборът е основан през 1907 г. Основните клубни цветове са черното и бялото. Към днешна дата Жонес Еш е един от най-успешните и титулувани футболни отбори в страната заедно с Ф91 Дюделанж и ФК Ецела Етелбрук. Все пак през сезон 2006 – 07 клубът има известни проблеми и завършва на 9-о място в първенството като на косъм избягва плейоф за изпадане.

## Предишни имена
| Години | Име                       |
| ------ | ------------------------- |
| 1907   | „Жьонес ла Фронтиер д'Еш“ |
| 1918   | „АС Жьонес Еш“            |
| 1940   | „ШФ Шварц-Вайс 07 Еш“     |
| 1944   | „АС Жьонес Еш“            |

## Успехи
- Национална Дивизия
  -  Шампион (28): 1920 – 21, 1936 – 37, 1950 – 51, 1953 – 54, 1957 – 58, 1958 – 59, 1959 – 60, 1962 – 63, 1966 – 67, 1967 – 68, 1969 – 70, 1972 – 73, 1973 – 74, 1974 – 75, 1975 – 76, 1976 – 77, 1979 – 80, 1982 – 83, 1984 – 85, 1986 – 87, 1987 – 88, 1994 – 95, 1995 – 96, 1996 – 97, 1997 – 98, 1998 – 99, 2003 – 04, 2009 – 10
  -  Вицешампион (13): 1914 – 15, 1935 – 36, 1937 – 38, 1952 – 53, 1956 – 57, 1960 – 61, 1968 – 69, 1977 – 78, 1985 – 86, 1988 – 89, 1990 – 91, 2005 – 2006,
  -  Бронзов медал (5): 1918 – 1919, 1934 – 1935, 2007 – 2008, 2012 – 2013, 2018 – 2019
- Купа на Люксембург
  -  Носител (13): 1934 – 35, 1936 – 37, 1945 – 46, 1953 – 54, 1972 – 73, 1973 – 74, 1975 – 76, 1980 – 81, 1987 – 88, 1996 – 97, 1998 – 1999, 1999 – 2000, 2012 – 2013
  -  Финалист (11): 1921 – 22, 1926 – 27, 1964 – 65, 1965 – 66, 1970 – 71, 1974 – 75, 1984 – 85, 1990 – 91, 1994 – 95, 1995 – 96, 2005 – 06